# Aboetheta pteridonoma
Aboetheta pteridonoma là một loài bướm đêm trong họ Crambidae.